# Toghus Temür
Toghus Temür eller Uskhal khan eller Kejsar Ningxiao, död 1388, var khan över den mongoliska Norra Yuandynastin. Han regerade från 1378 till 1388 och fick den postuma titeln Uskhal.
Toghus Temür efterträdde 1378 sin äldre bror Ayushiridara som ledare för Norra Yuandynastin. Under Toghus Temürs styre gjorde mongolerna ett flertal militära räder mot Mingdynastins gränser. 1380 skickade Mingdynastins kejsar Hongwu ut en arme som vid Ejin i Inre Mongoliet besegrade mongolerna. Vid Slaget vid Buirsjön 1388 anfölls mongolerna igen av Mingdynastin, och mongolerna led ytterligare svåra förluster. Toghus Temür flydde från slagfältet mot huvudstaden Karakorum. Vid Tuulfloden blev han upphunnen och  mördad av sin general Yesüder som därefter tog makten över mongolerna.

## Regeringsperioder
- Tianyuan (天元) 1379–1388 [1][4]